# 费尔德基兴-韦斯特哈姆
费尔德基兴-韦斯特哈姆是德国巴伐利亚州罗森海姆县的一个市镇。总面积53.25平方公里，总人口10340人，其中男性5204人，女性5136人（2011年12月31日），人口密度194人/平方公里。